# Son Riera
Son Riera, más conocido popularmente como Son Banya, es un barrio de Palma de Mallorca, Baleares, España. Está considerado como un asentamiento de gitanos, distante de los barrios céntricos de la ciudad. 
Se accede a él a través de una única línea de autobuses de la EMT, la número 18. Está delimitado por Coll de Rabasa, Aeropuerto, y Son Ferriol. Contaba con una población de 353 habitantes en 2018.
Se creó en 1968 gracias a un acuerdo con la Asociación Pro Integración de los Gitanos de Mallorca (INGIMA), con el padre Sabater a la cabeza, a la que se cedieron unos terrenos junto al aeropuerto para construir 124 viviendas que alojaran a cerca de 600 personas. La mayoría, provenientes de las barracas de El Molinar y Son Pardo. Existe un documental llamado «Amén Romaní» de 1968 que fue encargado por el mismo padre Sabater para reflejar la situación del poblado.